# 청구의 인낙
청구의 인낙(請求의 認諾, de: Klageanerkenntnis)이란 원고의 청구, 즉 소송물인 권리주장의 전부 또는 일부가 실체상의 이유있음을 피고가 변론 또는 준비절차에서 인정하는 진술을 말한다. 인낙의 법적 성질에 관하여는 판례와 통설은 소송행위설이다.

## 사례
갑은 을에게 자신의 정수기를 임대해 주었는데 갑은 임대차기간이 종료된 후 을에게 그 반환을 요구하였으나 을이 응하지 않자 정수기인도를 청구하면서 만약 인도가 불가능할 경우에는 1억원을 지급하라는 취지의 소를 제기하였다. 이에 을은 정수기 인도청구부분에 대해서는 인낙하지만, 금전청구와 관련하여서는 다툴 수 있다.

## 같이 보기
- 인낙조서
- 재판상 자백
- 무변론판결